# Elizabeth Haldane

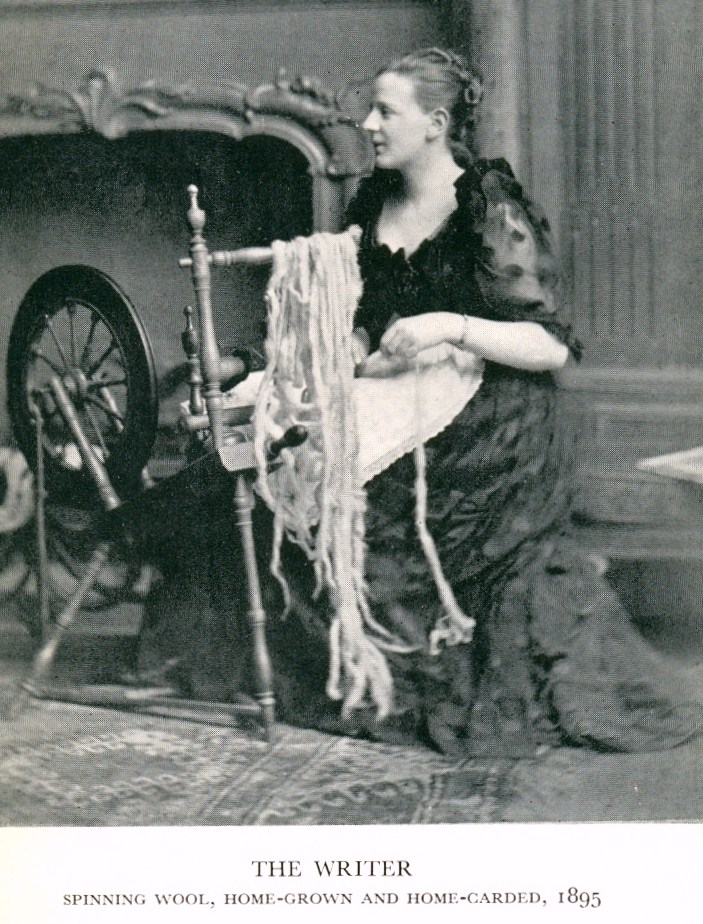
Foto von Elizabeth Haldane aus ihrer Autobiografie From One Century to Another, 1895

Elizabeth Sanderson Haldane (* 27. Mai 1862 in Edinburgh, Schottland, Vereinigtes Königreich; † 24. Dezember 1937 in Auchterarder, Schottland) war eine schottische Autorin, Sozialarbeiterin und Frauenrechtlerin. Sie erhielt 1911 als erste Frau einen Ehren-LLD von der University of St Andrews und wurde 1920 die erste Friedensrichterin in Schottland.

## Leben und Werk
Haldane war das fünfte von sechs Kindern und die einzige Tochter von Robert Haldane und seiner zweiten Frau Mary Elizabeth Burdon-Sanderson. Als jüngere Schwester des späteren Politikers Richard Burdon Haldane und des späteren Arztes John Scott Haldane erhielt sie eine private Ausbildung. Sie profitierte von dem Privatunterricht ihrer Brüder, da sie an deren Diskussionen über Philosophie, Wissenschaft und Politik teilnehmen konnte. Anschließend verbrachte sie ab ihrem fünfzehnten Lebensjahr einige Zeit an einer privaten Tagesschule in Edinburgh.

## Vorsitzende des Wohnungsbauausschusses der Edinburgh Social Union und ehrenamtliche Sozialarbeit
Ihre familiären Beziehungen und die Möglichkeit, sowohl in Großbritannien als auch im Ausland zu reisen, brachten sie in Kontakt mit vielen führenden Persönlichkeiten ihrer Zeit. 1884 lernte sie bei einem Besuch in London Octavia Hill kennen, die sie ermutigte, eine Organisation zu gründen, um die Wohnverhältnisse zu ändern, in denen viele Familien in Edinburgh lebten. Ihre anschließenden Besuche in den Häusern in Edinburgh überzeugten sie von der Notwendigkeit staatlicher Hilfe. Diese Ansicht wurde verstärkt, nachdem sie Sidney Webb, die Sozialreformerin Beatrice Webb und George Bernard Shaw durch ihren älteren Bruder R. B. Haldane kennengelernt hatte, und durch die Lektüre von Arnold Toynbee und John Ruskin sowie die Philosophie von Thomas Hill Green und Francis Herbert Bradley. 1884 wurde sie Koordinatorin und Vorsitzende des Wohnungsbauausschusses der Edinburgh Social Union. Zu ihrer ehrenamtlichen Sozialarbeit während ihrer regelmäßigen Besuche in London gehörte die Mitarbeit bei der Leitung eines von Margaret Llewellyn Davies gegründeten Clubs für Jungen und Mädchen in Lisson Grove in London.

## Vorsitzende des territorialen Krankenpflegedienstes und politische Aktivitäten

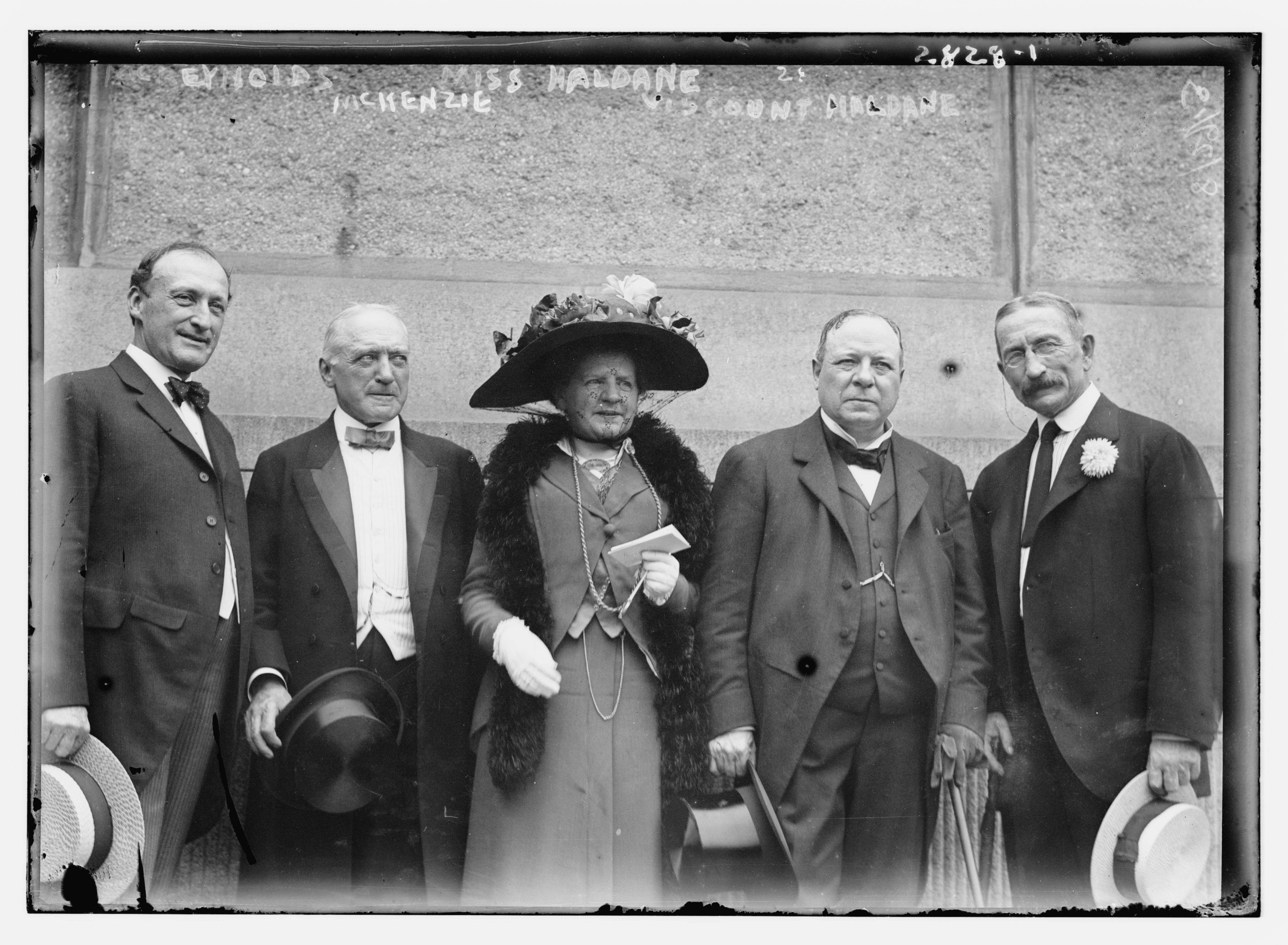
Das Foto zeigt (von links nach rechts) den US-Generalstaatsanwalt James Clark McReynolds, Sir Kenneth Augustus Muir Mackenzie (1845–1930), 1. Baron Muir-Mackenzie; Elizabeth Haldane, Richard Burdon Sanderson Haldane, 1. Viscount Haldane (1856–1928); und Richter Dickinson in West Point, Bundesstaat New York, 30. August 1913

Sie besuchte Vorlesungen über Erste Hilfe und Krankenpflege und bestand ihre Erste-Hilfe-Prüfung am Regent Street Polytechnic in London. 1890 war sie an der Gründung der Scottish Women's Benefit Society beteiligt, deren Mitglieder später in den Ancient Order of Foresters aufgenommen wurden, den Gesellschaften der Altersrenten für Frauen in Schottland. Nachdem sie Krankenpflege studiert und bei Octavia Hill gearbeitet hatte, wurde sie stellvertretende Vorsitzende des territorialen Krankenpflegedienstes und war einige Jahre lang Leiterin des Royal Infirmary of Edinburgh. Sie war in verschiedenen Aufsichts- und Beratungsgremien für den Pflegeberuf tätig.
Ab 1886 half sie im Wahlkampf ihres Bruders Richard, und diese politische Tätigkeit führte dazu, dass sie Schatzmeisterin der Scottish Women's Liberal Association wurde. 1903 wurde sie zum Mitglied der Auchterarder-Schulbehörde gewählt, nachdem sie in der Stadt bereits ein Institut und eine Bibliothek gegründet hatte. Dadurch kam sie mit Andrew Carnegie in Kontakt, der sie 1913 persönlich zur ersten weiblichen Treuhänderin des Carnegie United Kingdom Trust ernannte, eine Position, die sie bis zu ihrem Tod innehatte. 1905 engagierte sie sich in der Leitung einer Gesundheitsgesellschaft in Westminster, die sich mit dem Wohlergehen von Säuglingen und der Müttersterblichkeit befasste.
Aufgrund der Mitgliedschaft ihres Bruders Richard Haldane in den liberalen Regierungen von 1905 bis 1914 verbrachte sie immer mehr Zeit in London, wo sie regelmäßig an Debatten im Unterhaus teilnahm und von der Galerie aus zusah. Sie unterstützte die Verfassungskampagne der National Union of Women's Suffrage Societies. Als Leiterin des Edinburgh Royal Infirmary und Ratsmitglied des schottischen Zweigs der British Red Cross Society beteiligte sie sich 1907 am Aufbau des Krankenpflegedienstes der Territorial Forces, der als Ergebnis der Armeereformen ihres Bruders eingerichtet wurde. 1909 wurde sie Mitglied des schottischen Universitätskomitees.
Nach einem Besuch in Berlin wurde sie von David Lloyd George gebeten, nationale Versicherungskommissarin für Schottland zu werden. 1912 wurde sie zum Mitglied der königlichen Kommission für den öffentlichen Dienst unter dem Vorsitz von Lord MacDonnell ernannt. Als Mitglied eines abteilungsübergreifenden Ausschusses für das Außenpersonal, der gemäß dem National Insurance Act 1911 von Lloyd George ernannt wurde, war sie auch daran interessiert, sicherzustellen, dass Frauen gleiches Entgelt erhielten.
Während des Ersten Weltkriegs wurde sie die stellvertretende Vorsitzende des Territorialkrankenpflegedienstes und erhielt die Reine-Elisabeth-Medaille für ihren Einsatz für belgische Soldaten und die Unterbringung belgischer Flüchtlinge.  1916 war sie als erste Frau Mitglied des Scottish War Savings Committee.
Nach dem Sex Disqualification (Removal) Act 1919 wurde sie 1920 als erste Frau in Schottland zur Friedensrichterin ernannt und setzte ihre ehrenamtlichen Tätigkeiten fort. Ihre früheren Interessen wurden durch die Mitgliedschaft im Nationalen Rat für Mutterschaft und Kinderfürsorge fortgeführt, während sie ab 1928 als Vertreterin im Generalrat für Krankenpflege die beruflichen Interessen von Krankenschwestern förderte. Sie initiierte auch die Unterstützung des Carnegie Trust zur Rettung des Sadler's Wells Theatre and Ballet.

## Autorin und Übersetzerin

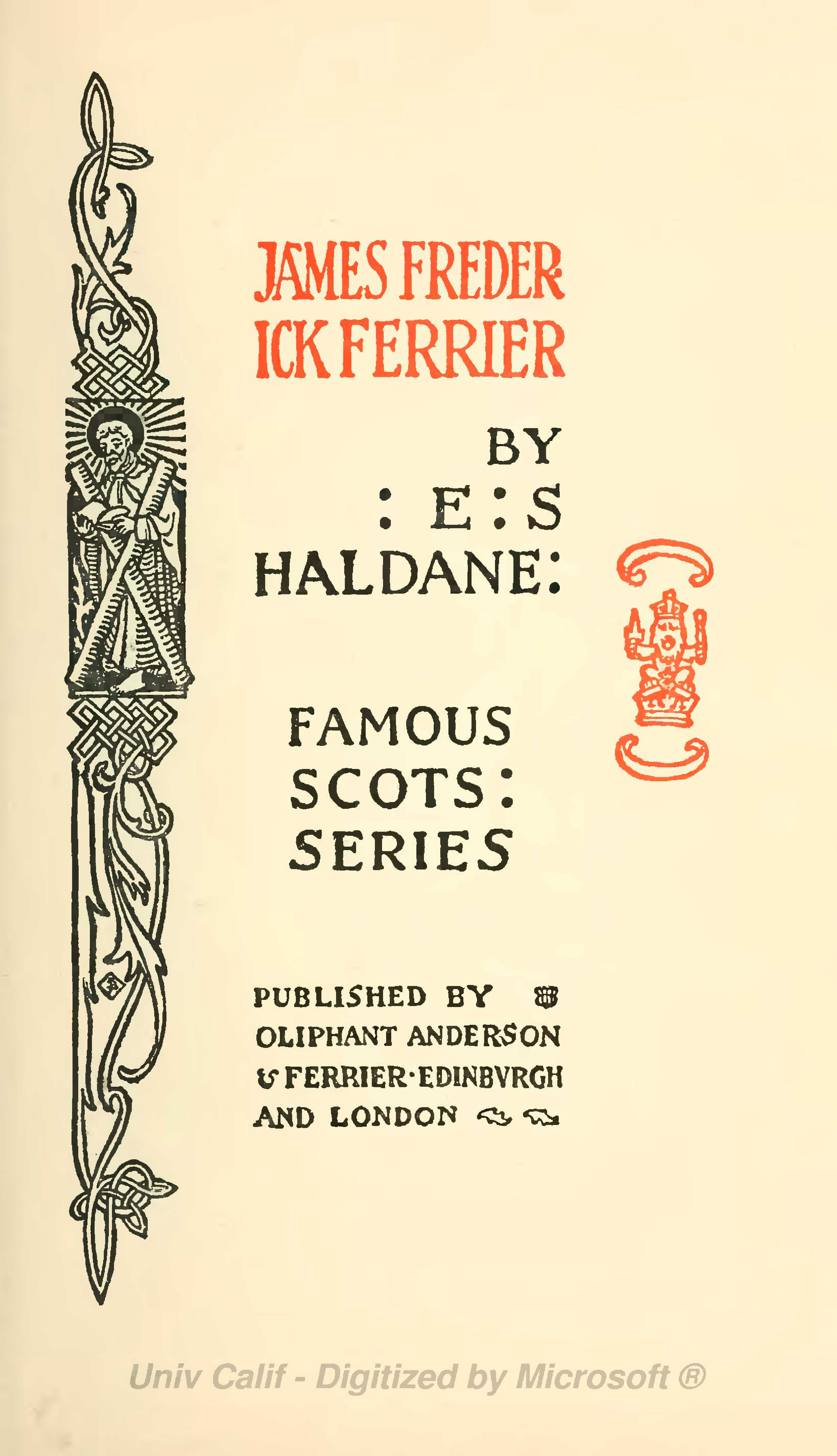
Die Entwürfe und Verzierungen dieses Bandes stammen von Joseph Brown und der Druck stammt aus der Druckerei von Morrison & Gibb Limited, Edinburgh. 1899

Haldane übersetzte philosophische Werke von Georg Wilhelm Friedrich Hegel und René Descartes und schrieb mehrere Biografien. Sie schrieb Kommentare zu George Eliot (1927) und Elizabeth Gaskell (1930). Sie verfasste mit Frances Simson The History of Philosophy (1892), eine dreibändige Übersetzung von Georg Wilhelm Friedrich Hegel, gefolgt von einer Darstellung von Hegels Gedanken The Wisdom and Religion of a German Philosopher (1897). Ihr Life of James Ferrier (1899) wurde für die Reihe Famous Scots geschrieben, und es folgten Life of Descartes (1905), und eine Übersetzung in Zusammenarbeit mit G.R.T. Ross mit dem Titel The Philosophical Works of Descartes (2 Bände, 1911–12). Sie trug viele Artikel zur Encyclopaedia of Religion and Ethics (1908–1921) bei, die von James Hastings herausgegeben wurden.
Zu ihren späteren Schriften gehörten 1923 The British Nurse in Peace and War, 1925 Mary Elizabeth Haldane, 1927 George Eliot and her Times, 1930 Mrs Gaskell and her Friends, 1933 The Scotland of our Fathers und 1937 Scots Gardens in Old Times. Sie schrieb regelmäßig Beiträge für die schottische Tageszeitung The Scotsman. Ihre Erinnerungen From one Century to another (1937) enthalten neben einem Bericht über ihre Aktivitäten und Freundschaften auch ihre Überlegungen zu den Veränderungen in der Stellung der Frau im Laufe ihres Lebens.
Sie starb 1937 im Alter von 75 Jahren im St. Margaret's Hospital in Auchterarder.

## Auszeichnungen
- 1906: Ehrendoktorwürde der University of St Andrews
- 1918: Order of the Companions of Honour